# Grupa acylowa

Struktura grupy karboacylowej

Grupa acylowa, acyl – grupa funkcyjna utworzona formalnie poprzez oderwanie przynajmniej jednej grupy hydroksylowej od cząsteczki kwasu tlenowego posiadającego wzór ogólny R
mE(=}O)
n(OH)
x (n ≠ 0) lub analog takiej grupy. Najczęściej termin ten jest używany do określenia grupy karboacylowej, tj. pochodzącej od kwasu karboksylowego i posiadającej wzór ogólny −C(=O)R i występującą w pochodnych tych kwasów, m.in. chlorkach kwasowych.

## Nazewnictwo
Nazwy grup karboacylowych pochodzących od kwasów karboksylowych, których nazwy kończą się na „-owy” tworzone są poprzez zmianę tej końcówki na „-oil” lub „-yl”, a gdy nazwa kwasu kończy się przyrostkiem „-karboksylowy”, zmieniany jest on na przyrostek „-karbonyl”, w obu przypadkach usuwając fragment „kwas”, np. kwas butanowy → butanoil, kwas pentanodiowy → pentanodioil, kwas pirydyno-3-karboksylowy → pirydyno-3-karbonyl.
Wyjątkiem od tej ogólnej zasady są nazwy pięciu kwasów karboksylowych, dla których jako preferowane nazwy IUPAC stosuje się nazwy zachowane: kwas mrówkowy → formyl, kwas octowy → acetyl, kwas benzoesowy → benzoil, kwas szczawiowy → oksalo (po usunięciu jednej grupy −OH) i oksalil (po usunięciu obu grup −OH), kwas oksamowy → oksamoil.